# Giacomino Curreno di Santa Maddalena
Giacomino Curreno di Santa Maddalena (Torino, 22 ottobre 1928 – Cuneo, 30 marzo 1945) è stato un partigiano italiano.
Medaglia d'oro al valor militare alla memoria.

## Biografia
Gimmy, così lo conoscevano i partigiani delle "Mauri", era fuggito, poco dopo l'armistizio, dal Reale Collegio "Carlo Alberto" di Torino, dove studiava. Intenzione del ragazzino era di raggiungere il padre, Giuseppe, che sapeva essere alla testa di formazioni partigiane in Val d'Ossola. Non essendo riuscito ad arrivare a destinazione, Giacomino si portò nelle Langhe e si fece accogliere nelle formazioni che portavano il fazzoletto azzurro. Il ragazzo si comportò subito con audacia e si distinse particolarmente negli scontri per l'occupazione di Magliano Alpi. Caduto prigioniero durante un'azione, Gimmy riuscì a fuggire e a tornare dai suoi compagni. Fu nuovamente catturato durante un aspro combattimento fra Carrù e Trinità, mentre stava lanciando l'ultima bomba a mano. In mano al nemico mantenne un contegno fierissimo e affrontò con gran fermezza il plotone d'esecuzione.